# Gems (musikalbum)
Gems är ett samlingsalbum av Aerosmith utgivet i november 1988.

## Låtlista
Alla låtar är skrivna av Joe Perry och Steven Tyler om inget annat namn anges.
1. "Rats in the Cellar" - 4:06
2. "Lick And A Promise" - 3:05
3. "Chip Away The Stone" (Richard Supa) - 4:01
4. "No Surprize" - 4:26
5. "Mama Kin" (Steven Tyler) - 4:26
6. "Adam's Apple" (Steven Tyler) - 4:34
7. "Nobody's Fault" (Steven Tyler/Brad Whitford) - 4:18
8. "Round And Round" (Steven Tyler/Brad Whitford) - 5:03
9. "Critical Mass" (Jack Douglas/Tom Hamilton/Steven Tyler) - 4:52
10. "Lord Of Things" (Steven Tyler) - 4:14
11. "Jailbait" (Jimmy Crespo/Steven Tyler) - 4:39
12. "Train Kept A-Rollin'" (Tiny Bradshaw/Howard Kay/Lois Mann) - 5:41